# Fritz Kreisl
Friedrich „Fritz“ Kreisl (* 2. Juni 1953 in St. Michael in Obersteiermark) ist ein ehemaliger österreichischer Beamter und Politiker (ÖVP).

## Leben
Fritz Kreisl wurde am 2. Juni 1953 als Sohn von Friedrich und Maria Kreisl geboren. Nach erfolgreichem Pflichtschulabschluss absolvierte er die Handelsschule und war in weiterer Folge fünf Jahre lang bei der Volksbank in Leoben beschäftigt. Danach trat er in den Dienst der Bezirkshauptmannschaft Leoben, bei der er bis zu seiner Pensionierung tätig war.
Seine Ehefrau Roswitha, geborene Pribek, ist ebenso in der ÖVP aktiv und mit Stand 2025 Bezirksleiterstellvertreterin der Steirischen VP Frauen sowie Mitglied des Bezirksparteivorstands. Fritz Kreisl ist Vater zweier Söhne, Stefan (* 1983) und Martin (* 1989), von denen der ältere ebenso in der ÖVP aktiv ist.

## Politik
Von 1995 bis 2009 war er Bürgermeister der Marktgemeinde St. Peter-Freienstein und vom 7. November 2000 bis zum 25. Oktober 2005 gehörte er dem steirischen Landtag als Landtagsabgeordneter an.
Nebenbei war er über viele Jahre im Gemeindewesen der Marktgemeinde St. Peter-Freienstein aktiv. Im Zuge der Gemeinderatswahlen in der Steiermark 1995 wurde er zum Bürgermeister seiner Heimatgemeinde gewählt und war damit der erste ÖVP-Bürgermeister nach über 50 Jahren sozialdemokratischer Vormachtstellung. Bei der Gemeinderatswahlen in der Steiermark 2000 gelang es ihm mit seiner Liste ÖVP-Bgm. Fritz Kreisl 984 Stimmen und damit 59,06 % aller gültigen Stimmen im Ort zu erlangen, was zu seiner ersten Wiederwahl führte. Bei der zweiten Wiederwahl gelang seiner Liste bei den Gemeinderatswahlen in der Steiermark 2005 mit 50,09 % nur noch knapp die Absolute Mehrheit – zwei Stimmen weniger hätten den Verlust dieser bedeutet.
Ebenfalls im Jahr 2000, dem Jahr seiner ersten Wiederwahl als Bürgermeister, schaffte Kreisl im Zuge der steirischen Landtagswahl im Oktober 2000 den Einzug in Landtag, dem er in weiterer Folge in der gesamten XIV. Gesetzgebungsperiode vom 7. November 2000 bis zum 25. Oktober 2005 angehörte. Von seiner Partei wurde er in der 2. Sitzung des Steiermärkischen Landtages der XIV. Gesetzgebungsperiode für mehrere Ausschüsse nominiert. Als Mitglied der Ausschüsse für Gesundheit und Spitäler, für Petitionen sowie für Wohnbau und als Ersatzmitglied der Ausschüsse für Kontrolle, für Land- und Forstwirtschaft, Umwelt- und Naturschutz sowie für Soziales und Kindergärten.
Im August 2009 gab Kreisl bekannt, bei der nachfolgenden Gemeinderatswahl nicht mehr kandidieren zu wollen. Noch im November desselben Jahres gab er sein Amt vorzeitig ab. In Kreisls 14-jährige Amtszeit als Bürgermeister fielen unter anderem Ausbau des Radweges mit der Steirischen Eisenstraße (1995), der Spatenstich für das Senioren-, Wohn- und Pflegezentrums St. Peter-Freienstein (1997) sowie der Spatenstich das neue Rüsthaus der Freiwilligen Feuerwehr St. Peter-Freienstein und die Eröffnung des Kreisverkehrs (1999). Ebenfalls in seine Amtszeit fiel die Eröffnung der Billa-Filiale am jetzigen Standort (Juli 1999) sowie die Erhebung zur Marktgemeinde im Jahr 2000 mit Wirkung vom 1. Juli 1999. Als kritische Punkte werden unter anderem die Privatisierung des Kindergartens und die hohe Verschuldung der Gemeinde genannt. Ebenso der von der ÖVP fokussierte Plan zur Errichtung eines ÖAMTC-Fahrtechnikzentrums an einer dafür völlig ungeeigneten Stelle im Ortsgebiet von St. Peter-Freienstein, der letztlich nicht zur Ausführung gelangte.
Im September 2022 wurde Kreisl zum neuen Ortsparteiobmann des ÖVP-Seniorenbundes St. Peter-Freienstein gewählt.

## Auszeichnungen
- Im September 2011 wurde Kreisl vom damaligen Landeshauptmann Franz Voves das Goldene Ehrenzeichen des Landes Steiermark verliehen.[12][13]
- Anlässlich der Eröffnungsfeier der Österreichischen Harmonikastaatsmeisterschaft am 1. Mai 2014 wurde der ehemalige Bürgermeister der Gemeinde St. Peter-Freienstein in Anerkennung seiner Verdienste um die Marktgemeinde zum Ehrenbürger ernannt.[6][14][6]